# Алсунгский район
Алсунгский район (латыш. Alsungas rajons) — бывший административный район Латвийской ССР.

## История
Создан 31 декабря 1949 году декретом президиума Верховного Совета Латвийской ССР о создании районов. Алсунгский район был образован объединив территории Виндавского уезда, волостей Эдолес и Зирски. Так же к Алсунгскому району были присоединены части территории волости Ужавас, Газенпотского уезда, Алсунгского края, Гудиниеской волости, Юркалнской волости, Сакской волости и волости Улмалес.
Центр район город Алсунга. С 1952 по 1953 год Алсунгский район входила в состав Лиепайской области. 21 февраля 1950 году от сельсовета Алшвангас был выделен посёлок городского тип Алшвангас. 17 июля 1951 года были ликвидированы сельсоветы Алшвангас , Берзкалну, Калтениеку, Капу, Ошвалку, Салиенас и Терандес. 14 июня 1954 года ликвидированы сельсоветы Адзес, Сарнатес и Сисес.
Алсунгский район был ликвидирован 7 декабря 1956 году. На момент ликвидации Алсунгский район включал в себя 9 сельсоветов и 2 посёлка городского типа. После ликвидации территория Алсунгского района была включена в Айзпутский, Кулдигский и Вентспилсский районы.